# Mildred Grieveson
Mildred Grieveson (n. 10 de octubre de 1946 en Inglaterra) es una popular escritora inglesa de novelas románticas con más de 160 novelas publicadas cómo Anne Mather (más de 130 de las cuales han sido traducidas a español). También ha escrito bajo los seudónimos de Caroline Fleming y Cardine Fleming.
Aunque lleva toda su vida escribiendo, la primera novela que terminó de escribir fue "Caroline", que también fue la primera en ser publicada en 1965, desde entonces no ha parado de publicar. Su novela, "Leopard in the Snow" (1974), fue transformada en una película en 1978.

## Biografía
Mildred Grieveson nacida el 10 de octubre de 1946 en Inglaterra, lleva toda la vida escribiendo, sus historias han ido cambiando con el tiempo, desde aventuras de niños que escribía durante la infancia, hasta las pasiones desgarradas de la adolescencia, que su madre recogía de su habitación cuando ésta estaba muy desordenada y después tiraba a la basura. 
Mildred se casó muy joven y se convirtió en un ama de casa, aunque ella siempre había querido escribir, eso no quiere decir que quisiera dedicarse a ello de manera profesional. De hecho, durante muchos años había escrito sólo como afición, hasta que su marido le sugirió que enviara una de sus historias a una editorial. El problema era que ella tenía la manía de no terminar sus relatos. Motivada con la idea de publicar, se puso a escribir, la primera novela que terminó de escribir fue Caroline, que también fue la primera en ser publicada el año 1965, iniciando su carrera con 20 años. Entonces llevaba muy poco tiempo casada y su hija era todavía un bebé, así que le resultaba muy difícil hacerme cargo de la casa y escribir sus historias en cuanto disponía de un rato libre. Sin embargo la profesión de escritora le resultó de lo más gratificante, ya que su horario flexible le permitía dedicar todo el tiempo que quería a sus dos hijos, una chica y un chico.
Mildred continua residiendo en Inglaterra, ahora, sus dos hijos, ya adultos, se han independizado y ella es la orgullosa abuela de dos nietos maravillosos, Abigail y Ben, dos años menor.
Sus novelas que han contado con la acogida de los lectores desde sus inicios, se caracterizan por los desencuentros de sus protagonistas están ambientados en distintos lugares del mundo, mostrando siempre su lado éxotico y atractivo. Sus novelas transcurren en lugares tan diversos como Inglaterra, Escocia, Gales, España, Portugal, Francia, Italia, Grecia, Sicilia, Austria, África, Canadá, México, Venezuela, Brasil, Australia, las Islas occidentales, ...

### Como Anne Mather

#### Novelas independientes
- Caroline,	1965/01
- Beloved stranger,	1966/01
- Design for loving,	1966/01	= Seen by candlelight,	1971/05	(El pasado nunca muere)
- Masquerade,	1966/01	= Impetuous masquerade,	1982/01	(Acto de compasión)
- Arrogance of love,	1968/01
- Enchanted island,	1969/01
- Dangerous enchantment,	1969/05	(Enamorada de un sueño)
- Dangerous rhapsody,	1969/05	(Romance peligroso)
- Legend of Lexandros,	1969/09
- Tangled tapestry,	1969/10	(Mundo de fantasía)
- Lord of Zaracus,	1970/01
- Sweet revenge,	1970/04	(Cruel venganza)
- Moon witch,	1970/07	(La inocente seductora)
- The arrogant duke,	1970/08	(Huida hacia el amor)
- Master of Falcon's Head,	1970/09
- Charlotte's Hurricane,	1970/10
- Who rides the tiger,	1970/11
- The pleasure and the pain,	1970/12	(El placer y la angustia)
- Storm in a rain barrel,	1971/04	(Sueño de una adolescente)
- Sanchez tradition,	1971/07	(La tradición de los Sánchez)
- All the fire,	1971/08	(Éxtasis) = His virgin mistress,	2002/07	(Terribles sospechas, 2003/04)
- The reluctant governess,	1971/10	(La empecinada institutriz)
- High Valley,	1971/11
- Living with Adam,	1972/01	(Mi vida con Adam)
- The distant sound of thunder,	1972/04	(Pasiones en conflicto)
- The autumn of the witch,	1972/05	(Magia de otoño)
- Dark enemy,	1972/06	(El sabor de la venganza)
- Monkshood,	1972/07	(El misterio de Monkshood)
- Prelude to enchantment,	1972/09	(Preludio de amor)
- The night of the bulls,	1972/10	(Matrimonio gitano)
- Jake Howard's wife,	1973/01	(Esposa de adorno)
- Mask of scars,	1973/02	(Senderos opuestos)
- The shrouded web,	1973/03	(Atrapada en sus redes)
- White rose of winter,	1973/04	(Una mujer frívola)
- Chase a Green Shadow,	1973/06
- Legacy of the Past,	1973/06
- A savage beauty,	1973/08	(Sonata de amor)
- No gentle possession,	1973/09	(Posesión cruel)
- The waterfalls of the moon,	1973/11	(Mentira de amor)
- Innocent Invader,	1974/02
- Silver fruit upon silver trees,	1974/02	(Falsas pretensiones)
- Rachel Trevellyan,	1974/03	(Esposa sin honor)
- Dark moonless night,	1974/05	(Una segunda oportunidad)
- Witchstone,	1974/07
- The Japanese screen, 	1974/08	(Corazón burlado)
- Leopard in the Snow,	1974/10
- Country of the Falcon,	1975/01
- Dark castle,	1975/02	(Falsa amistad)
- Pale dawn, dark sunset,	1975/03	(Fuego escondido)
- Take what you want,	1975/10	(Obsesión)
- Come the vintage,	1975/11	(No quiero mi libertad)
- For the love of Sara,	1975/11	(Reencuentro)
- Dark venetian,	1975/12	(El amante de Venecia) [Originalmente de Caroline Fleming, 1969/11]
- Come running,	1976/01	(Fruto prohibido)
- Valley deep, mountain high,	1976/02	(El valle de las ilusiones)
- Beware the beast,	1976/04	(¡Cuidado con la Bestia!)
- Forbidden,	1976/05	= The forbidden mistress,	2004/10	(Amante prohibida, 2005/02)
- Devil's mount,	1976/08	(El baluarte del diablo, 1986/05)
- Wild enchantress,	1976/10	(Hechizo salvaje)
- Alien wife,	1976/12	(Un hombre de mundo, 1986/04)
- The Smouldering Flame,	1976/12
- A trial marriage,	1977/01	(Recelo de amor)
- The Medici lover,	1977/02	(Enamorada de los Medici)
- Born Out of Love,	1977/04
- Charade in winter,	1977/07	(El enigma de Oliver)
- The Devil in velvet,	1977/10	(Amargo pasado)
- Loren's baby,	1978/02	(El fruto de la pasión)
- Night heat,	1978/02	(El ángel rechazado = Una luz en las tinieblas, 1990/06)
- Rooted in dishonour,	1978/03	(Invitación al peligro)
- Scorpion's dance,	1978/05	(La danza del escorpión)
- Proud harvest,	1978/06	(Volver a tu lado)
- Follow Thy Desire,	1978/07
- Captive destiny,	1978/08	(Juegos del destino)
- Fallen angel,	1978/10	(La pícara adolescente)
- Melting Fire,	1979/02
- The Judas trap,	1979/07	(La trampa)
- Lure of Eagles,	1979/08
- Apollo's seed,	1979/09	(La amenaza)
- Hell or high water,	1979/11	(Aguas profundas)
- Spirit of Atlantis,	1980/01	(El espíritu de Atlantis)
- Whisper of Darkness,	1980/05
- Sandstorm,	1980/06	(No puedo olvidarte)
- Images of love,	1980/09	(El reencuentro)
- A haunting compulsion,	1981/09	(No quiero volver a verte)
- Forbidden love,	1981/04	(Amor prohibido)
- Castles of sand,	1981/05	(La huella del amor)
- Forbidden flame,	1981/07	(¿Por qué no amarte?)
- Innocent obsession,	1981/07	(Inocente obsesión)
- Duelling fire,	1981/12	(Corazón ardiente)
- Edge of temptation,	1981/12	(Tentación de amor)
- Smokescreen	1982/01	(El amor secreto de Olivia)
- Stormspell,	1982/04	(En el paraíso, 1989/06)
- Season of mists,	1982/06	(Semilla de duda, 1985/05)
- A passionate affair,	1982/10	(Romance apasionado, 1986/04)
- An elusive desire,	1983/02	(Deseo fugaz)
- Cage of shadows,	1983/04	(Terrible secreto)
- Green lightning,	1983/07	(No puedo vivir sin ti)
- Wild concerto,	1983/11	(Concierto para el amor, 1986/12)
- Sirocco,	1983/12	(En alas del sirocco)
- Moondrift,	1984/12	(El primer amor, 1987/12)
- Act of possession,	1985/02	(Un hombre prohibido, 1988/10)
- Hidden in the Flame,	1985/03
- Stolen summer,	1985/06	(Verano robado, 1989/02)
- Pale Orchid,	1985/10
- An all consuming passion,	1985/12
- The longest pleasure,	1986/05	(Viejos rencores, 1989/05)
- Burning inheritance,	1987/05	(Candente legado = Una extraña herencia, 1989/05)
- Trial of innocence,	1988/02	(Reto a la inocencia)
- Dark mosaic,	1989/03	(Amante de una ilusión, 1993/07)
- A fever in the blood,	1989/05	(Fiebre en la sangre, 1991/09)
- A relative betrayal,	1990/02	(Traición familiar, 1994/11)
- Indiscretion,	1990/06	(Indiscreción, 1991/10)
- Blind passion,	1991/02	(Rescoldos del pasado = Después de diez años, 1993/03)
- Such sweet poison,	1991/04	(Dulce veneno, 1994/03)
- Betrayed,	1991/07	(Traicionados, 1993/02)
- Diamond fire,	1991/10	(Secuestro en Hawai = Diamantes de fuego, 1993/01)
- Guilty,	1992/02	(Un hombre para dos mujeres, 1995/01; 1999/12; 2004/03)
- Dangerous sanctuary,	1992/05	(Secreto peligroso = El calor de la pasión, 1994/07)
- Tidewater seduction,	1992/10	(Fantasmas del ayer, 1995/05)
- Rich as sin,	1992/12	(Yo te compré, 1995/10)
- Snowfire,	1993/04	(Amores condenados, 1995/04)
- Tender assault,	1993/08	(Escalera al paraíso, 1995/03)
- A secret rebellion,	1993/12	(Rebelión secreta, 1995/05)
- Strange intimacy,	1994/04	(Una extraña relación, 1996/02)
- Brittle bondage,	1994/07	(Encadenada a ti, 1996/02)
- Raw silk,	1994/12	(Misión peligrosa, 1996/09; 1997/10)
- Treacherous longings,	1995/04	(Deseo traidor, 1997/08)
- A woman of passion,	1995/09	(La pasión de una mujer, 1996/10)
- Relative sins,	1996/03	(Pecados de familia, 1997/02)
- Wicked caprice,	1996/12	(Sólo mi amante, 1997/11)
- Dangerous temptation,	1997/01	(Tentación peligrosa, 1997/05, 1998/06)
- Long night's loving,	1997/04	(Volver a amarte, 1997/04)
- Shattered illusions,	1997/07	(Ilusiones rotas, 1998/05; 2001/01)
- Dishonourable intent,	1997/11	(Inolvidable pasión, 1998/09; 2001/11)
- Sinful pleasures,	1998/02	(Placeres prohibidos, 2000/01)
- Pacific heat,	1998/10	(Venganza por amor, 1999/04)
- Morgan's child,	1998/11	(Volver a enamorarse, 2000/06)
- Her guilty secret,	1999/01	(Culpable de engaño, 1999/10)
- The baby gambit,	1999/06	(Un hombre entre dos mujeres)
- The millionaire's virgin,	2000/05	(Un novio millonario, 2000/12)
- Innocent sins,	2000/07	(Pecados inocentes, 2001/01)
- All night long,	2000/12	(Una noche de deseo, 2001/07)
- Savage innocence,	2001/03	(Salvaje inocencia, 2001/11)
- A rich man's touch,	2001/08	(Por amor a un hombre, 2002/07)
- The spaniard's seduction,	2002/03	(El hermano de su marido, 2003/01)
- Hot pursuit,	2002/09	(Una mujer misteriosa, 2003/06)
- Alejandro's revenge,	2003/02	(Enredos y mentiras, 2003/10)
- Sinful truths,	2003/06	(Pecado de seducción, 2004/01)
- The Rodrigues pregnancy	2004/01	(Una sola noche de amor, 2004/09)
- In the italian's bed,	2004/05	(Noche de amor italiana, 2004/12)
- Savage awakening,	2005/01	(Amargo despertar, 2005/07)
- Sleeping with a stranger,	2005/09	(Durmiendo con un extraño, 2006/03)
- The virgin's seduction,	2006/02	(Seducción e inocencia, 2006/07)
- Jack Riordan's baby,	2006/03	(Cosas del corazón, 2006/11)
- Innocence Betrayed,	2006/04
- Stay through the night,	2006/07	(Sombras del pasado, 2007/01)
- The Pregnancy Affair,	2007/03
- The Greek Tycoon's Pregnant Wife,	2007/07

#### Otras traducciones
- (Pasiones ocultas, 1986/09)
- (Cárcel sin rejas, 1989/04)
- (Desafío a la inocencia, 1989/07)
- (Traídos, 1993/11)
- (Hechizo de amor)
- (No hay edad para el amor)

#### Colecciones
- Pacific heat + Her guilty secret (Venganza por amor + Culpable de engaño, 2004/08)
- The millionaire's virgin + Innocent sins (Pecados inocentes + Un novio millonario, 2006/08)

#### Antologías en colaboración
- Raw silk by Anne Mather (Misión peligrosa de Anne Mather + Pasión ilícita de Susanne McCarthy, 1997/10)
- Treacherous longings by Anne Mather (Verano decisivo de Margaret Way + Deseo traidor de Anne Mather, 1998/12)
- Wicked caprice by Anne Mather (La sustituta de Angela Devine + Sólo mi amante de Anne Mather, 1999/07)
- Long night's loving by Anne Mather (En busca del amor de Sandra Field + Volver a amarte de Anne Mather, 2000/01)
- Shattered illusions by Anne Mather (Ilusiones rotas de Anne Mather + Milagro de amor de Marion Lennox, 2001/01)
- Dishonourable intent by Anne Mather (Inolvidable pasión de Anne Mather + Juegos de seducción de Kate Walker, 2001/11)
- Guilty by Anne Mather (Un hombre entre dos mujeres de Anne Mather + Una boda apresurada de Sara Wood, 2004/03)
- Sinful pleasures by Anne Mather (Placeres prohibidos de Anne Mather + Compromiso roto de Sharon Kendrick, 2005/09)

### Como Caroline Fleming
(Los libros publicados bajo este seudónimo fueron reeditados cómo de Anne Mather)

#### Novelas independientes
- Dark Venetian, 1969/11 (El amante de Venecia de Anne Mather)